# Polypropylen

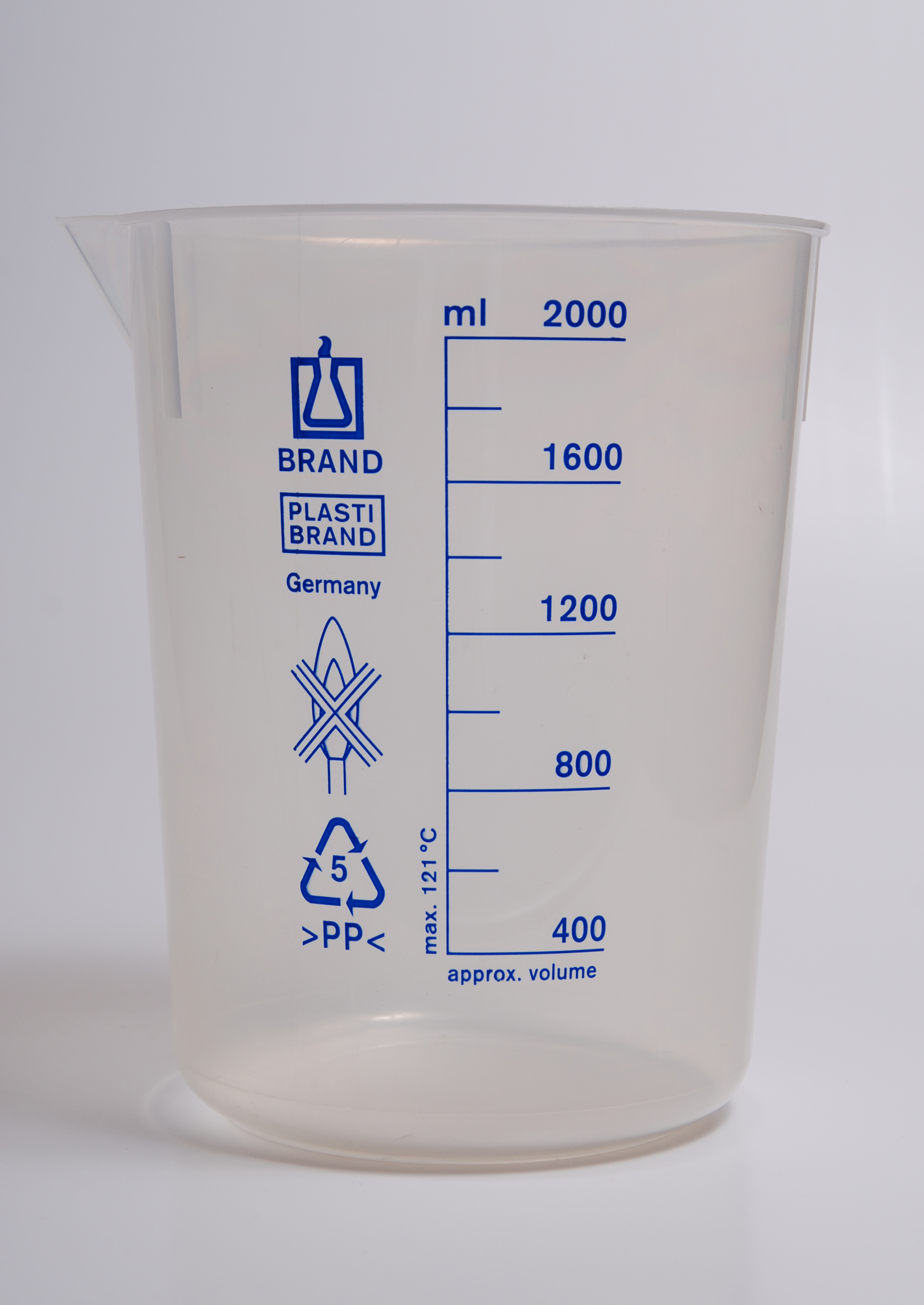
Kunststoffbecher aus Polypropylen

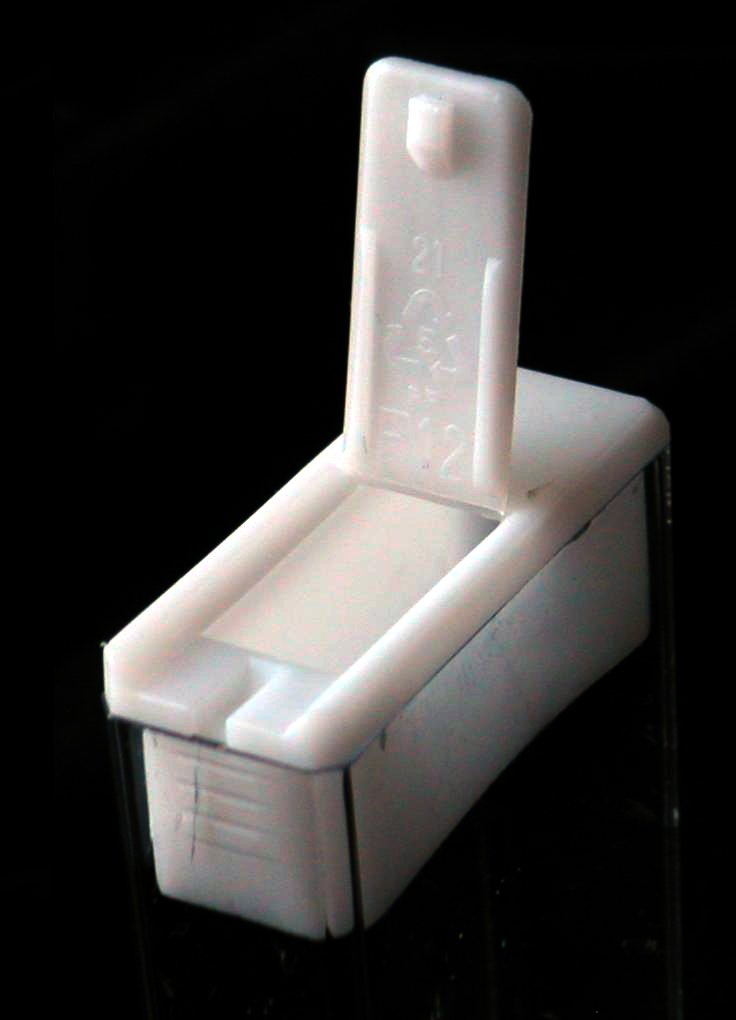
Deckel der Tic Tac-Packung aus PP

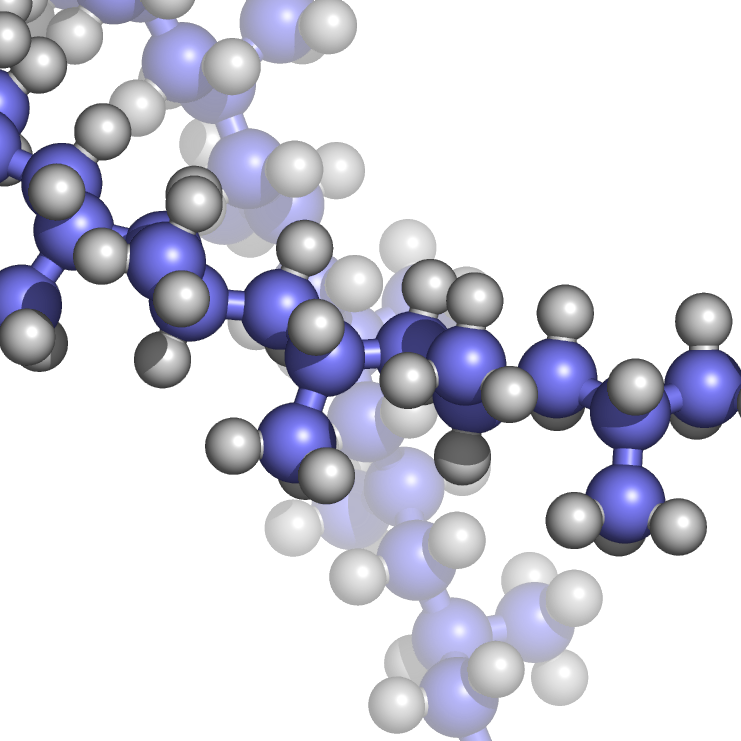
Polypropylen (Kugel-Stab-Modell; blau: Kohlenstoff; grau: Wasserstoff)

Polypropylen (Kurzzeichen PP) ist ein durch Kettenpolymerisation von Propen hergestellter thermoplastischer Kunststoff. Es gehört zur Gruppe der Polyolefine, ist teilkristallin und unpolar. Seine Eigenschaften ähneln Polyethylen, er ist jedoch etwas härter und wärmebeständiger. Polypropylen ist der am zweithäufigsten verwendete Standardkunststoff und wird häufig für Verpackungen verwendet. Im Jahr 2020 wurden weltweit 19,1 Millionen Tonnen für flexibles Verpackungsmaterial verwendet und 25,7 Millionen Tonnen geformte Kunststoffteile produziert.

## Geschichte
Die Chemiker J. Paul Hogan und Robert Banks stellten Polypropylen erstmals 1951 für die Phillips Petroleum Company her. Nach dem von Karl Ziegler entwickelten Verfahren gelang 1953 im Max-Planck-Institut für Kohlenforschung in Mülheim eine Synthese, die für die großtechnische Anwendung mehr Erfolg versprach. Polypropylen wurde in kristalliner Form von Karl Rehn in den Farbwerken Hoechst und zeitgleich von Giulio Natta am Polytechnikum Mailand synthetisiert.
Mit dem von Natta angemeldeten Patent begann die Produktion in der italienischen Firma Montecatini. Da auch Ziegler ein Patent angemeldet hatte, folgte ein Rechtsstreit um die Patentrechte.
Das nach dem Zieglerschen Verfahren hergestellte Polyethylen erwies sich als widerstandsfähiger gegenüber Druck und höheren Temperaturen. Im Jahr 1955 wurden zunächst 200 Tonnen, 1958 bereits 17.000 Tonnen und ab 1962 mehr als 100.000 Tonnen hergestellt. Im Jahr 2001 wurden weltweit 30 Millionen Tonnen Polypropylen hergestellt. Im Jahr 2007 betrug das Produktionsvolumen bereits 45,1 Millionen Tonnen mit einem Wert von ca. 65 Milliarden US$ (47,4 Milliarden €). Heute ist Polypropylen nach Polyethylen der (nach Umsatz) weltweit zweitwichtigste (Standard-) Kunststoff.

## Herstellung
PP wird durch Polymerisation von Propen hergestellt. Für die Produktion von PP werden ungefähr zwei Drittel des weltweit hergestellten Propens verbraucht. Die Polymerisation kann nur mittels koordinativer Polymerisation durchgeführt werden, da bei einer freien radikalischen Polymerisation ein extrem stabiles Allylradikal entsteht. Es würden somit nur kleinste Oligomere mit einem Polymerisationsgrad von 3-4 gebildet werden. Laut dem Römpp Lexikon Chemie sind heutzutage drei industrielle Verfahren gebräuchlich:
1. das Suspensions-(Slurry-)Verfahren
2. das Masse-(Bulk-)Verfahren
3. das Gasphasen-Polymerisationsverfahren

## Eigenschaften
Polypropylen ähnelt in vielen Eigenschaften Polyethylen (PE), speziell im Lösungsverhalten und den elektrischen Eigenschaften. Die zusätzlich vorhandene Methylgruppe verbessert die mechanischen Eigenschaften, die thermische Beständigkeit und die chemische Beständigkeit, wobei allerdings die Beständigkeit gegenüber Oxidationsmitteln bei PP etwas niedriger ist als bei PE.:19 Die Eigenschaften von Polypropylen sind abhängig von der molaren Masse und der Molmassenverteilung, der Kristallinität, Typ und Anteil des Comonomers (wenn verwendet) und der Taktizität.:24

### Mechanische Eigenschaften
Die Dichte von PP liegt zwischen 0,895 und 0,92 g/cm³. Damit ist PP der Standardkunststoff mit der geringsten Dichte. Bei einer geringeren Dichte können Formteile mit einem geringeren Gewicht und aus einer bestimmten Masse an Kunststoff mehr Teile hergestellt werden. Anders als bei Polyethylen unterscheiden sich kristalline und amorphe Bereiche nur wenig in ihrer Dichte. Jedoch kann sich die Dichte von Polyethylen durch Füllstoffe deutlich ändern.:24
Der E-Modul von PP liegt zwischen 1300 und 1800 N/mm².
Polypropylen besitzt eine ausgezeichnete Widerstandsfähigkeit gegen Ermüdung. Aus diesem Grund können Scharniere auch direkt aus PP hergestellt werden (beispielsweise Brillenetuis).

### Thermische Eigenschaften
Die Schmelz- und Dauergebrauchstemperatur von Polypropylen sind höher als die von Polyethylen, ebenso wie zahlreiche mechanische Eigenschaften (Steifigkeit, Härte und Festigkeit). Polypropylen-Homopolymer lässt sich dauerhaft zwischen 0 und 100 °C verwenden. Unterhalb von 0 °C wird es spröde.:247 Dieser Temperaturbereich lässt sich z. B. durch Copolymerisation vergrößern, so dass im Pressgussverfahren hergestellte Gegenstände nach dem Aushärten bis 140 °C erwärmt werden können.
Die Wärmedehnung von Polypropylen ist mit α = 100-200 10−6/K sehr groß (jedoch etwas geringer als von Polyethylen).

### Chemische Eigenschaften

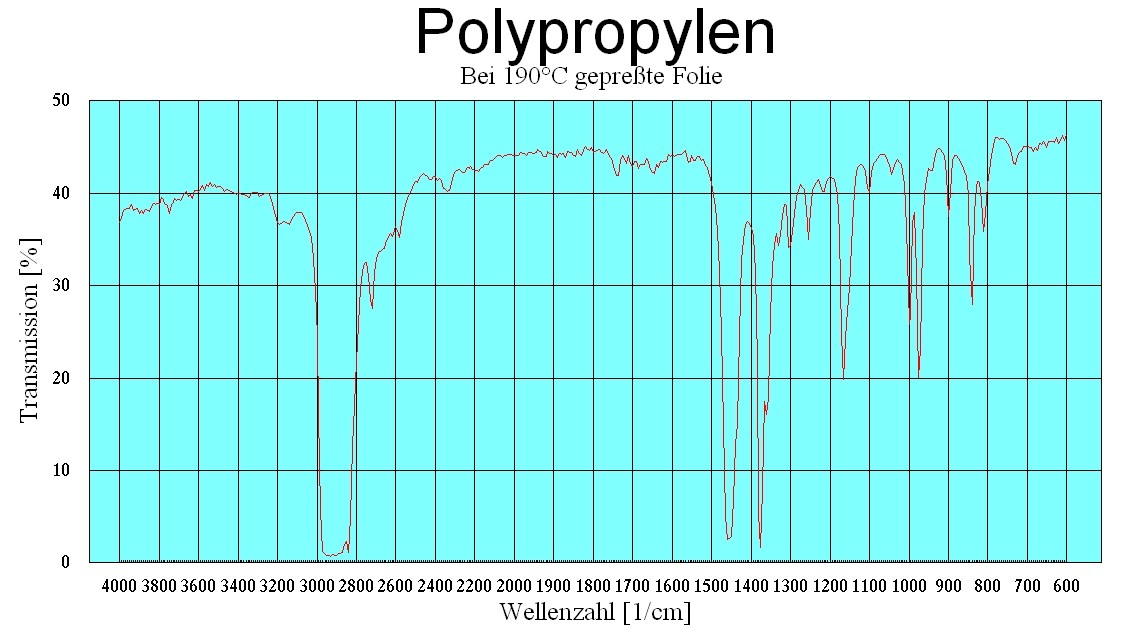
Infrarotspektrum von Polypropylen

Polypropylen ist bei Raumtemperatur gegen Fette und fast alle organischen Lösungsmittel beständig, abgesehen von starken Oxidationsmitteln. Nichtoxidierende Säuren und Laugen können in Behältern aus PP gelagert werden. Bei erhöhter Temperatur lässt sich PP in wenig polaren Lösungsmitteln (z. B. Xylol, Tetralin und Decalin) lösen.
PP hat auch höhere chemische Beständigkeit als PE gegenüber den meisten chemischen Substanzen. Gegen starke Oxidationsmittel ist PP jedoch wegen des Wasserstoffs am tertiären Kohlenstoffatom in jeder Wiederholungseinheit weniger beständig als PE (vgl. Markownikow-Regel).
PP ist geruchlos und hautverträglich, für Anwendungen im Lebensmittelbereich und der Pharmazie ist es geeignet, es ist physiologisch unbedenklich und biologisch inert.

### Sonstiges
Die Schallgeschwindigkeit beträgt in Polypropylen 2650–2740 m/s longitudinal und 1300 m/s transversal.
PP kann mit mineralischen Füllstoffen wie z. B. Talkum, Kreide oder Glasfasern gefüllt werden. Dadurch wird das Spektrum der mechanischen Eigenschaften (Steifigkeit, Gebrauchstemperaturen etc.) deutlich erweitert.

## Molekularer Aufbau

### Taktizität
Polypropylen kann in ataktisches Polypropylen, syndiotaktisches Polypropylen und isotaktisches Polypropylen unterteilt werden. Bei ataktischem Polypropylen ist die Methylgruppe zufällig ausgerichtet, bei syndiotaktischem Polypropylen abwechselnd (alternierend) und bei isotaktischem Polypropylen gleichmäßig. Das hat Einfluss auf die Kristallinität (amorph oder teilkristallin) und die thermischen Eigenschaften (Glasübergangspunkt Tg und Schmelzpunkt Tm).
Taktizität beschreibt bei Polypropylen, inwiefern die Methylgruppe in der Polymerkette ausgerichtet (angeordnet) ist. Kommerzielles Polypropylen ist in der Regel isotaktisch. In diesem Artikel ist daher stets von isotaktischem Polypropylen die Rede, sofern es nicht anderslautend erwähnt wird.
Die Taktizität wird meist mit Hilfe des Isotaxie-Index (nach DIN 16774) in Prozent angegeben. Der Index wird durch die Bestimmung des unlöslichen Anteils in siedendem Heptan ermittelt. Kommerziell verfügbare Polypropylene besitzen meist einen Isotaxie-Index zwischen 85 und 95 %. Die Taktizität hat Auswirkungen auf die physikalischen Eigenschaften. Der isotaktische Aufbau führt zu einer teilkristallinen Struktur. Die stets auf der gleichen Seite vorhandene Methylgruppe zwingt das Makromolekül in eine Helix-Form, wie z. B. auch bei Stärke. Je höher die Isotaxie (der Isotaxe Anteil), desto größer ist die Kristallinität und dadurch auch Erweichungspunkt, Steifigkeit, E-Modul und Härte.:22
Ataktischem Polypropylen fehlt hingegen jegliche Regelmäßigkeit, wodurch es nicht kristallisieren kann und amorph ist.

### Kristallstruktur des Polypropylens
Isotaktisches Polypropylen besitzt einen hohen Kristallinitätsgrad, bei industriellen Produkten beträgt er 30–60 %. Syndiotaktisches Polypropylen ist etwas weniger kristallin, ataktisches PP ist amorph (nicht kristallin).:251

#### Isotaktisches Polypropylen (iPP)
Isotaktisches Polypropylen kann in verschiedenen kristallinen Modifikationen vorliegen, in denen die molekularen Ketten unterschiedlich angeordnet sind. Je nach Bedingung treten die α-, β- und γ-Modifikation sowie mesomorphe (smektische) Formen auf. Die α-Form ist bei iPP die vorherrschende Modifikation. Die Kristalle bilden sich aus Lamellen in Form gefalteter Ketten. Eine Besonderheit dabei ist, dass sich verschiedene Lamellen in der sogenannten „cross-hatched“-Struktur anordnen. Der Schmelzpunkt von α-kristallinen Bereichen wird mit 185 bis 220 °C angegeben, die Dichte mit 0,936 bis 0,946 g·cm−3. Die β-Modifikation ist im Vergleich etwas ungeordneter, wodurch sie sich schneller bildet und mit 170 bis 200 °C einen niedrigeren Schmelzpunkt besitzt. Die Bildung der β-Modifikation kann durch Nukleierungsmittel, geeignete Temperaturen und Scherbeanspruchung gefördert werden. Die γ-Modifikation tritt unter industriellen Bedingungen kaum auf und ist wenig erforscht. Die mesomorphe Modifikation hingegen tritt bei der industriellen Verarbeitung häufig zutage, da der Kunststoff meist schnell abgekühlt wird. Der Ordnungsgrad der mesomorphen Phase liegt zwischen dem kristallinen und dem amorphen, die Dichte ist mit 0,916 g·cm−3 vergleichsweise gering. Die mesomorphe Phase wird als Grund für Transparenz bei rasch abgekühlten Filmen gesehen (durch geringe Ordnung und kleine Kristallite).

#### Syndiotaktisches Polypropylen (sPP)
Syndiotaktisches Polypropylen ist deutlich jüngeren Ursprungs als isotaktisches PP, es konnte erst mithilfe von Metallocen-Katalysatoren hergestellt werden. Syndiotaktisches PP schmilzt leichter, je nach Taktizitätsgrad wird 161 bis 186 °C genannt.

#### Ataktisches Polypropylen (aPP)
Ataktisches Polypropylen ist amorph und besitzt daher keine Kristallstruktur. Durch seine fehlende Kristallinität ist es selbst bei gemäßigter Temperatur leicht löslich, wodurch es als Nebenprodukt aus isotaktischem Polypropylen herausgelöst werden kann. Das auf diese Weise abgetrennte aPP ist jedoch nicht vollständig amorph, sondern kann bis zu 15 % kristalline Anteile besitzen. Erst seit einigen Jahren kann ataktisches Polypropylen auch gezielt mithilfe von Metallocen-Katalysatoren hergestellt werden; dieses besitzt ein deutlich höheres Molekulargewicht.
Ataktisches Polypropylen besitzt eine geringere Dichte und Festigkeit sowie niedrigere Schmelz- und Erweichungstemperaturen als die kristallinen Typen und ist bei Raumtemperatur klebrig und gummielastisch. Es ist ein farbloses, trübes Material und lässt sich zwischen −15 und +120 °C einsetzen. Ataktisches Polypropylen wird als Dichtungsmasse, als Dämmstoff für PKWs und als Zusatzstoff zu Bitumen verwendet.:251

## Verarbeitung
Der Weltmarktpreis für unverarbeitetes Polypropylen lag 2006 und 2007 bei knapp 1 €/kg.
PP eignet sich zum Spritzgießen, Extrudieren, Blasformen, Warmumformen, Schweißen, Tiefziehen, für die spanende Verarbeitung. Außerdem kann aus ihm Schaumstoff hergestellt werden. Der Spritzguss von Polypropylen läuft bei Verarbeitungstemperaturen bis 260 °C.
Wegen seiner geringen Oberflächenenergie lässt sich Polypropylen nur schlecht kleben oder bedrucken. Etwa ein Viertel der gesamten PP-Nachfrage entfällt auf Faseranwendungen, was in Europa ein jährliches Marktvolumen von etwa 2,4 Mio. t ausmacht (Stand: 2012). Aus dem Fasermaterial werden Garne, Vliese und Gewebe hergestellt.

### Polypropylen-Schaum (EPP)
Expandiertes Polypropylen (EPP) wurde in den 1980er Jahren entwickelt. Es handelt sich hierbei um einen Partikelschaumstoff auf Polypropylen-Basis. (Poröses expandiertes Polypropylen wird mit PEPP abgekürzt.) Anders als bei EPS wird EPP ohne Treibmittel ausgeliefert, so dass eine treibmittelbasierte nachträgliche Expansion nicht möglich ist.
Bei der EPP-Herstellung unterscheidet man zwei Prinzipverfahren: Die Autoklavtechnik (Standard) und die direkte Schaumextrusion (selten).
Die Verarbeitung im sogenannten Formteilprozess findet in speziellen Formteilautomaten statt. Diese unterscheiden sich durch ihre stabilere Ausführung von herkömmlichen EPS-Maschinen. Der eigentliche Verarbeitungsschritt besteht darin, die Schaumpartikel mittels Dampf (Dampftemperatur ca. 140 bis 165 °C – je nach Rohmaterialtyp) zu erweichen, damit sie zum EPP-Formteil versintern. Die nachträgliche Bearbeitung (z. B. Entgraten) ist aufwändiger als bei PUR-Schaumstoffteilen und erfordert spezielle Techniken.

### Ungereckte Polypropylen-Folie (CPP)
Cast Polypropylen (dt. ungerecktes Polypropylen, Kurzzeichen CPP) ist ein vielseitig einsetzbares Verpackungsmaterial.
Wie gewöhnliches Polypropylen (PP) ist CPP ein teilkristalliner Thermoplast und gehört zu der Gruppe der Polyolefine.
Im Vergleich zu herkömmlichen PE-Folien zeichnet sich CPP durch eine ausgesprochen hohe Transparenz, Steifigkeit und Abriebfestigkeit aus. Diese Eigenschaften machen CPP, neben OPP (Oriented Polypropylene) zu dem meisteingesetzten Polymer in der Verpackungsindustrie. Hauptsächliche Einsatzgebiete sind die Verpackung von Lebensmitteln, Textilien oder medizinischen Artikeln und als Laminierungsschicht in Mehrschichtfolien.

### Gestreckte Polypropylen-Folie (MOPP und OPP / BOPP)
Polypropylenfolien kann man durch das Verstrecken deutlich stabiler machen. Hierzu wird die extrudierte Folie über Walzen geführt, die in Maschinenrichtung an Geschwindigkeit zunehmen. Das führt zu einer Streckung des Kunststoffs in Längsrichtung. Um eine BOPP-Folie zu erhalten, wird danach auch noch in Querrichtung verstreckt.
Die Vorteile dieser Verarbeitung liegen u. a. in einer verringerten Wasserdampfpermeation. Die mechanische Festigkeit steigt, die Folien dehnen sich weniger, die Optik (Transparenz) wird verbessert. Die Weiterreißfestigkeit sinkt allerdings, was bei der Verwendung von Aufreißstreifen bei Verpackungseinschlag von Vorteil ist
Nachteile sind u. a. die abnehmende Siegelfähigkeit und Bedruckbarkeit. Der Lichtschutz wird geringer und die Sauerstoffbarrierewirkung nimmt ab.

#### MOPP (machine-direction oriented polypropylene)
Das extrudierte PP-Granulat kann hierzu auch nur längs verstreckt werden, um MOPP („in Maschinen-Laufrichtung“ orientiertes PP) zu erhalten. Es wird zur Herstellung von hochfesten Folien, Verpackungsbändern, Garnen oder auch Verbundfolien eingesetzt.
Die Belastbarkeit quer zur Laufrichtung ist deutlich geringer.

#### OPP ([laterally] oriented polypropylene)
Anders als beim MOPP findet hier die Verstreckung ausschließlich in Querrichtung statt (d. h. in die Breite, quer zur Maschinen-Laufrichtung).
Im Gegensatz zu MOPP entsteht die Festigkeitssteigerung durch Verreckung also in Querrichtung, weshalb die Eigenschaften in Längs- und Querrichtung gleichmäßiger verteilt sind.
Da nach dem Extrudieren sowieso ein Verstrecken in Laufrichtung stattfindet, ist der Unterschied zwischen OPP und BOPP (Verstrecken in zwei Richtungen, s. u.) in der Praxis gering.

#### BOPP (biaxially oriented polypropylene)
Dieses orientierte PP wird zusätzlich noch in Querrichtung verstreckt, um maximale Festigkeit dieses Kunststofftyps zu erhalten. Dies geschieht in einer Reckanlage (Vorwärmen – Strecken – Stabilisieren – Kühlen). Um Spannungen zu minimieren, wird die Folie am Ende des Herstellungsprozesses durch nochmaliges Aufheizen thermofixiert.
Diese Kunststofffolie wird in der Verpackung vorwiegend auf Schlauchbeutelmaschinen (horizontal und vertikal) eingesetzt,
als Monofolie oder Komponente einer Verbundfolie.

## Typen

### Copolymere
Um seine Eigenschaften zu verbessern, werden neben regulärem Polypropylen-Homopolymer (PP-H) weitere Copolymere (insbesondere mit Ethen) angeboten. Je nach Aufbau werden diese nach ISO 1873 als PP-B (Block-Copolymer) oder PP-R (Random-Copolymer) bezeichnet.

## Anwendungsbeispiele

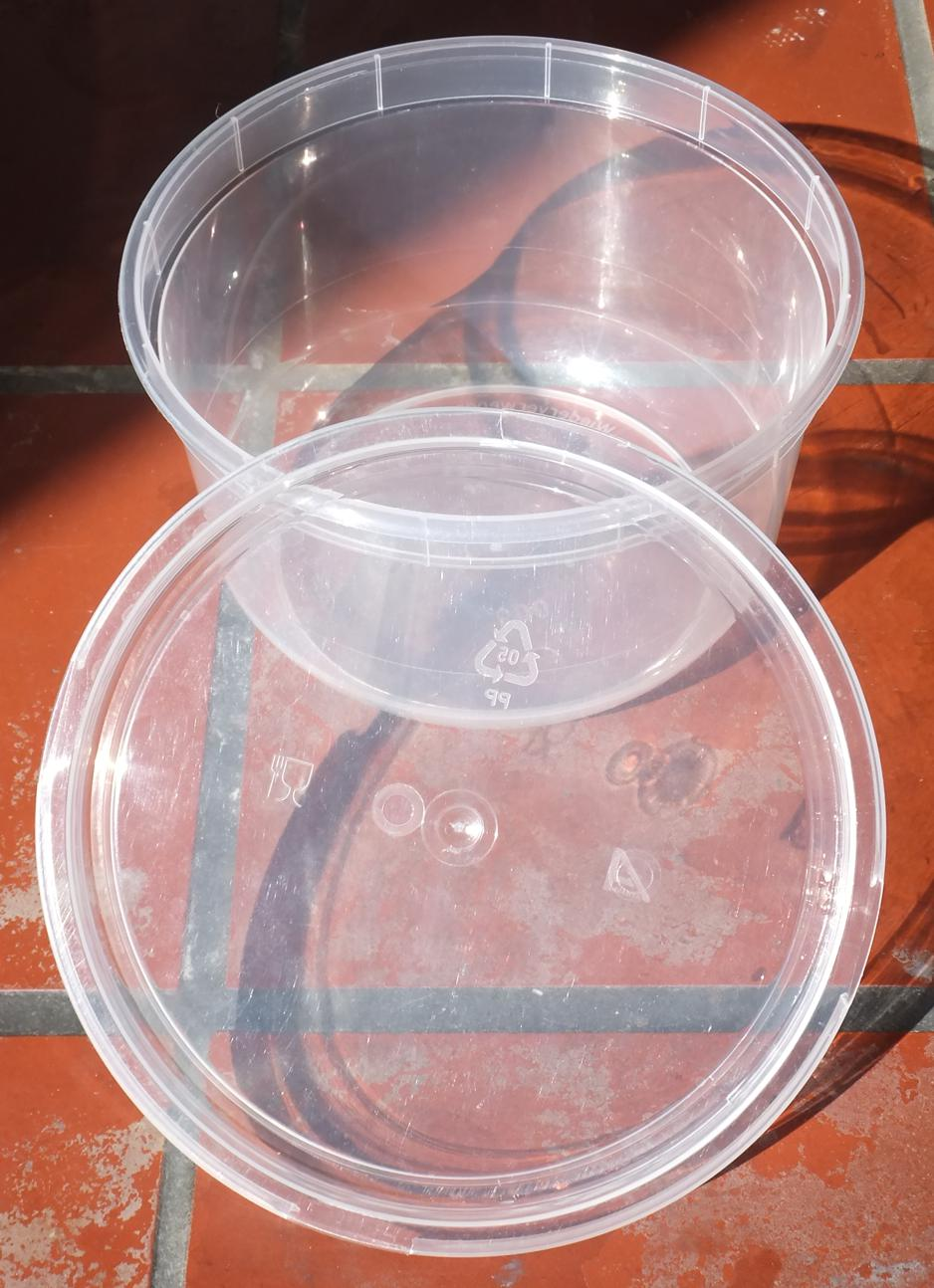
Behälter aus transparentem PP

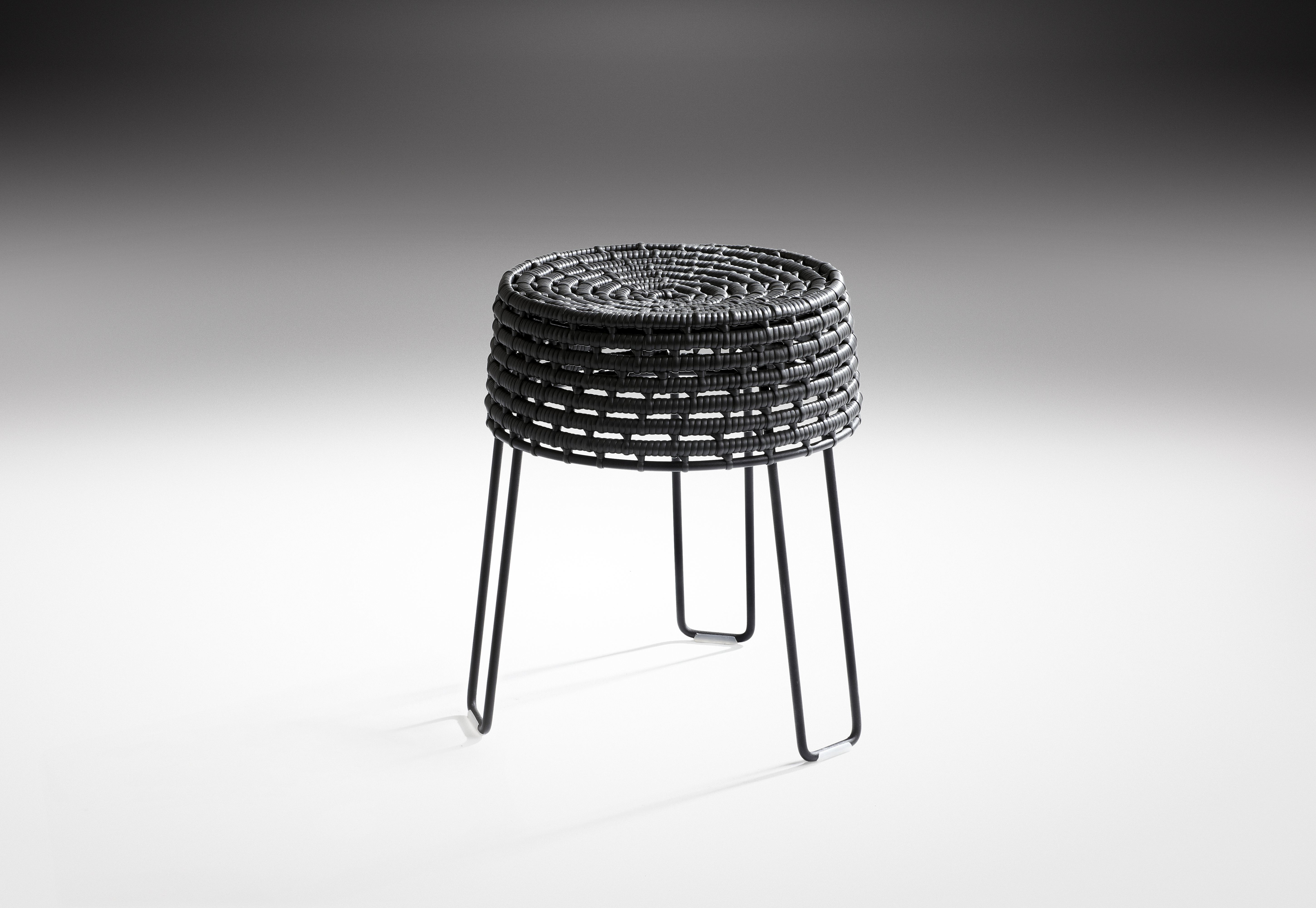
Hocker aus recyceltem Polypropylen

Die erwähnten Eigenschaften von PP und EPP erlauben einen sehr breiten Einsatz dieses Kunststoffs. PP verdrängt zunehmend die teuer zu fertigenden technischen Thermoplaste wie ABS und PA.
- Es wird im Maschinen- und Fahrzeugbau für Innenausstattungen für PKW, Armaturenbretter und Batteriegehäuse ebenso eingesetzt wie für Crashabsorber-Elemente im Fahrzeugbau, in Kindersitzen und in Fahrradhelmen.
- In der Elektrotechnik wird es für Trafogehäuse, Draht- und Kabelummantelung und Isolierfolien verwendet. Eine besonders herausragende Bedeutung hat BOPP als Dielektrikum von Kunststoff-Folienkondensatoren und Leistungskondensatoren erlangt.
- Im Bauwesen wird es für Armaturen, Fittings und Rohrleitungen verwendet; in der Lüftungs- und Klimatechnik in korrosiver Umgebung und bei Förderung korrosiver Gase, meist in Form von PP-S (S = schwerentflammbar).
- Stahl- und Spannbeton können Polypropylenfasern zugesetzt werden, um die Brandschutzeigenschaften zu verbessern. Die bei Erhitzung schmelzenden und verbrennenden Fasern hinterlassen Poren, welche die Ausdehnung und das Entweichen des Wasserdampfes ermöglichen.[48]
- In der Textilindustrie werden Filamente und Kammgarn aus Polypropylen verwendet. PP-Fasern werden u. a. zu Verpackungsmaterialien, Hygieneprodukten, medizinischen Produkten, Heimtextilien wie Teppichen und Sportbekleidung sowie zu technischen Textilien wie schwimmfähigem Seilen, Gurtbändern und Geotextilien weiterverarbeitet.
- In der Lebensmittelindustrie, Verpackungstechnik und im Haushalt wird Polypropylen vielseitig verwendet: Becher (für Milchprodukte), Flaschenverschlüsse, kochfeste Folien, wiederverwendbare Behälter, Thermotransportboxen bzw. Warmhaltebehälter (EPP), Spritzguss- und Verpackungsteile, Trinkhalme, Klebefolien etc. Bei Nutzung und insbesondere bei Erwärmung von Lebensmittelbehältern wie Babyflaschen werden dem Körper große Mengen Mikroplastik zugeführt.[49][50]
- In feuchten Regionen wird PP als Material für Kunststoffgeldscheine wie den Australischen Dollar und den Neuseeland-Dollar verwendet.
- Im Flugmodellbau wird EPP zur Herstellung von widerstandsfähigen, anfängerfreundlichen Modellflugzeugen verwendet, die einen Absturz deutlich besser verkraften als klassische Balsaholz-Modellflugzeuge.
- In der allgemeinmedizinischen Chirurgie werden besonders bei älteren Patienten, komplizierteren Brüchen und Rezidiven (Wiederauftreten), Netze aus Polypropylen für den Verschluss von Hernien, z. B. bei Leistenbrüchen, verwendet, um die Bauchdecke zu stärken und ein Rezidiv des Leistenbruchs zu verhindern.
- Bei der Ladungssicherung in Frachtcontainern werden luftgefüllte Staupolstersäcke (GrizzlyBag®) verwendet, deren Außenhüllen aus PP bestehen.
- In der Werbung werden Hohlkammerplatten aus PP (Noppenplatten und Stegplatten) in bedruckter und beklebter (kaschierter) Form für Plakate und Displays verwendet.

## Recycling
Grundsätzlich ist Polypropylen gut recycelbar; seit es technisch möglich ist, Polymermischungen aus Abfällen in hinreichend sortenreine Fraktionen zu sortieren, gehört es, wie andere feste Polyolefine, zu den am häufigsten recycelten Materialien. Wegen Degradation und Anreicherung von Verunreinigungen ist für funktionsgleiches Recycling die Quote gleichwohl vernachlässigbar gering; Produkte aus PP-Recyclat dürfen keinen Kontakt mit Lebensmittel haben. Darum ist das Downcycling üblich: aus Lebensmittelverpackungen werden keine neuen Lebensmittelverpackungen, sondern Gartenmöbel, Parkbänke, Geräte oder etwa Verpackungen von Reinigungsmitteln hergestellt.